# Alagovac
Alagovac je umjetno jezero u blizini Nevesinja, ispod planine Velež u Bosni i Hercegovini. Ovo je najveće jezero u Nevesinjskom polju. Površina jezera je oko 40 hektara. U jezeru se mogu naći sljedeće vrste ribe: šaran, amur i tolstolobik.